# Eva Schulze-Knabe

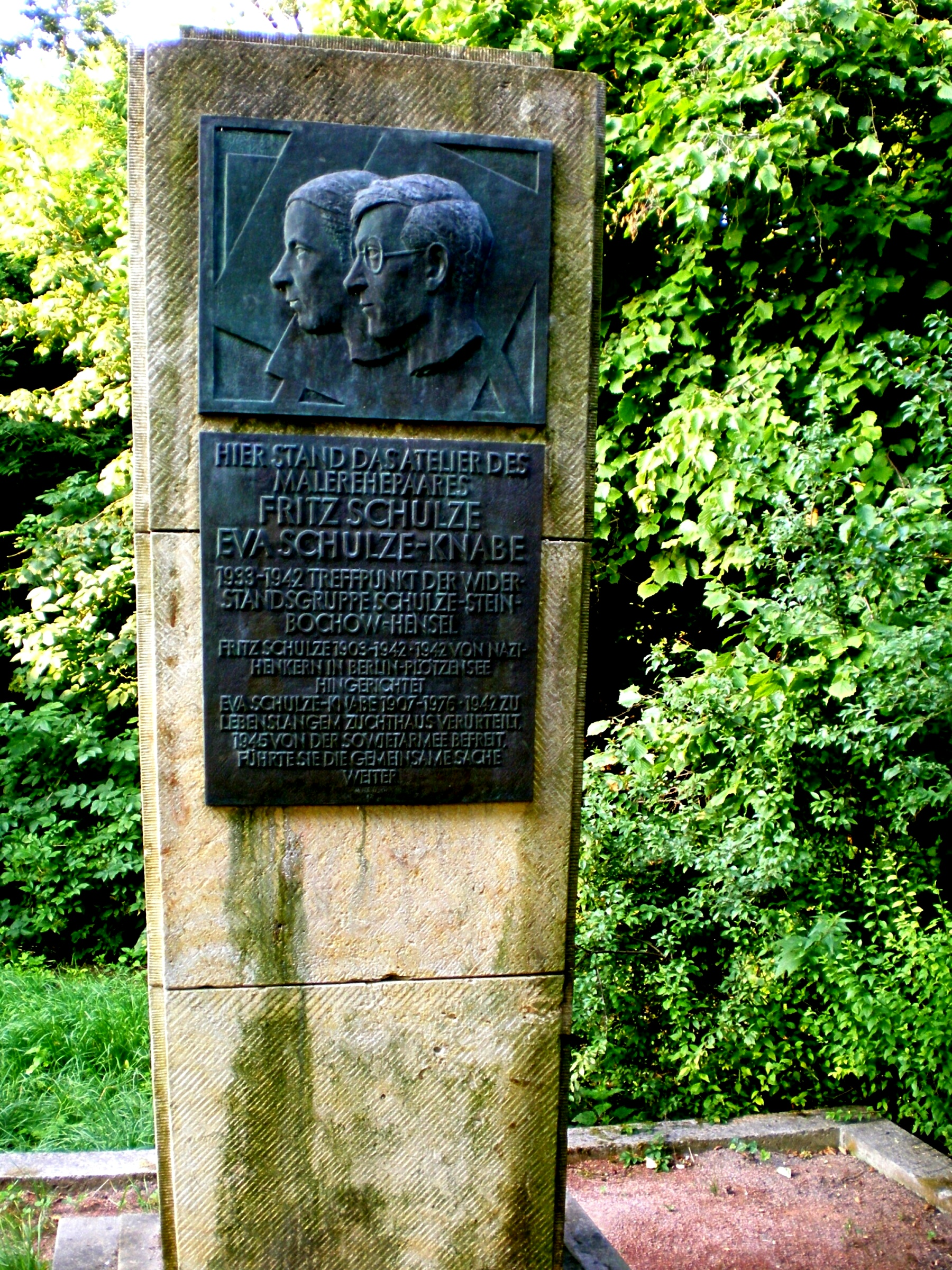
Schulze-Knabe-Gedenkstein in Dresden-Plauen am „Hohen Stein“

Eva Schulze-Knabe (* 11. Mai 1907 in Pirna; † 15. Juli 1976 in Dresden) war eine Malerin und Grafikerin sowie eine Widerstandskämpferin gegen den Nationalsozialismus.

## Leben

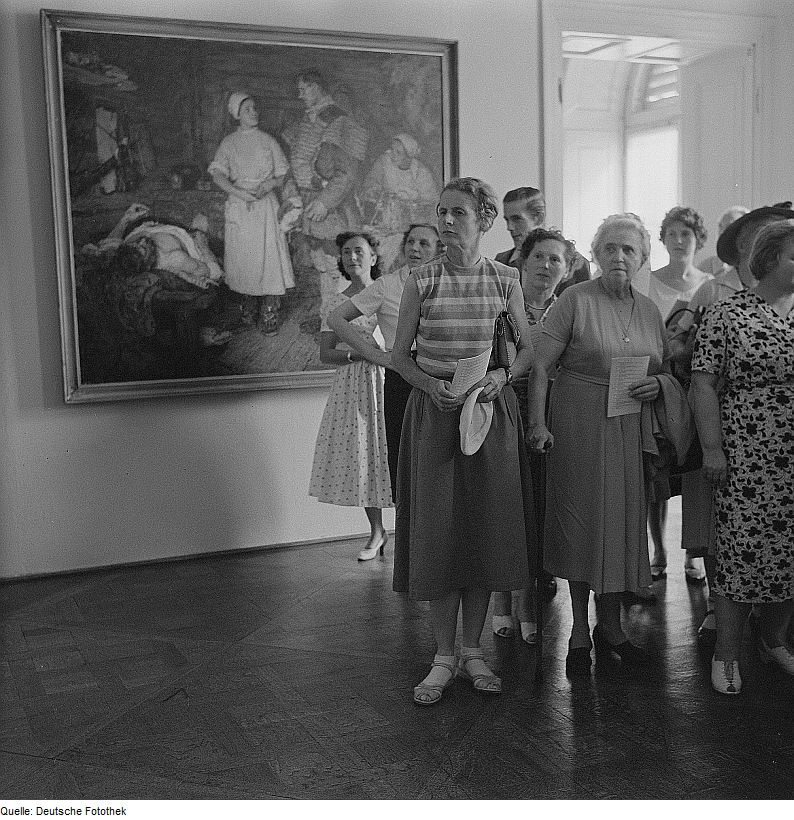
Ausstellung in Dresden 1961

Eva Schulze-Knabe studierte von 1924 bis 1926 an der damaligen Staatlichen Akademie für graphische Künste und Buchgewerbe in Leipzig und von 1928 bis 1932 an der Dresdner Kunstakademie. Zu ihren Lehrern gehörten dort Ferdinand Dorsch, Max Feldbauer, Robert Sterl und Otto Dix. Sie war an der Kunstakademie Mitglied der Kommunistischen Studentenfraktion (Kostufra), zu der u. a. Fritz Schulze und Lucie Prussog-Jahn gehörten. Ab 1929 war sie Mitglied in der Künstlergruppe Assoziation revolutionärer bildender Künstler (Asso) und ab 1931 in der KPD. Im selben Jahr heiratete sie Schulze. Beide waren befreundet mit Hans Grundig, Lea Grundig und Auguste Lazar.
Nach dem Beginn der nationalsozialistischen Diktatur versuchte sie, mit einigen Genossen die Strukturen der verbotenen KPD aufrechtzuerhalten. Daraufhin wurde sie 1933 das erste Mal verhaftet und im KZ Hohnstein eingesperrt; sie wurde nach einem halben Jahr wieder freigelassen. 1941 wurde ihre Widerstandsgruppe entdeckt, woraufhin sie 1942 vom Volksgerichtshof zu lebenslanger Zuchthausstrafe verurteilt wurde. Ihr Mann wurde vier Wochen nach ihr verhaftet und nach über einjähriger Untersuchungshaft vom Volksgerichtshof im März 1942 bei einem Hochverratsprozess gemeinsam mit Karl Stein und Albert Hensel zum Tod verurteilt. Das Urteil wurde am 5. Juni 1942 in Plötzensee vollstreckt;
Nach ihrer Befreiung durch die Sowjetarmee aus dem Zuchthaus Waldheim 1945 lebte sie freischaffend in Dresden. Sie beteilige sich aktiv am gesellschaftlichen Neuaufbau und nahm an den ersten Kunstausstellungen teil, so 1947 an der Ersten Ausstellung Dresdner Künstler und an der 1. Kunstausstellung des Kreises Pirna. Sie betreute den 1948 gegründeten Mal- und Zeichenzirkel des Sachsenwerkes Niedersedlitz. Sie hatte dann in der DDR eine bedeutende Zahl von Einzelausstellungen und Teilnahmen an wichtigen Gruppenausstellungen, u. a. in Dresden von 1946 bis 1978, außer 1953 an allen Deutschen Kunstausstellungen bzw. Kunstausstellungen der DDR. 1965 war sie in Bologna und Turin auf der Internationalen Ausstellung Arte e Resistenza in Europa („Kunst und Widerstand in Europa“) vertreten.
Eva Schulze-Knabe wurde auf dem Heidefriedhof beigesetzt. Die Trauerfeier fand am 22. Juli 1976 im Krematorium Dresden-Tolkewitz statt. In einer Grünanlage im Dresdner Ortsteil Plauen befindet sich ein Gedenkstein für die sie und Fritz Schulze.

## Werk
In ihrem Werk gibt es viele Bilder mit politischer Aussage und eine Reihe von Selbstbildnissen. Von ihr haben sich zudem Sgraffiti im öffentlichen Raum erhalten, so eines aus dem Jahr 1958 an der Nordfassade des Gebäudes Semperstraße 3 in Dresden.

## Ehrungen
- Sie erhielt zweimal den Vaterländischen Verdienstorden der DDR und die Medaille für Kämpfer gegen den Faschismus 1933 bis 1945.
- 1969: Nationalpreis der DDR
- 1930: Kunstpreis der Stadt Dresden, zusammen mit Paul Sinkwitz
- 1959: 3. Preis im Wettbewerb der Kulturhäuser des Bezirks Potsdam 1958/1959 für das Ölgemälde Hundertschaftsführer einer Kampfgruppe
- 1959: Martin-Andersen-Nexö-Kunstpreis der Stadt Dresden
- 1959: Kunstpreis des VEB Edelstahlwerkes „8. Mai 1945“, für das Gemälde Held der Arbeit Krüger
- 1972: Ehrenbürgerin von Pirna
- 1984: Benennung einer Straße in Dresden-Reick nach ihr

## Darstellung Eva Schulze-Knabes in der bildenden Kunst
- Werner Scheffel: Eva Schulze-Knabe (Bronze, 1977)[8]
- Fritz Schulze: Eva Knabe (1930, Öl auf Leinwand, 80 × 70,5 cm)[9]

## Werke (Auswahl)
Weitere:
- Verhör vorm Volksgericht (1947, Aquarell, 46 × 61 cm)[11]

## Ausstellungen
- 1961: Pillnitz, Schloss Pillnitz (Malerei, Aquarelle, Zeichnungen, Graphik)
- 1977: Dresden, Gemäldegalerie Neue Meister (Gedächtnisausstellung)
- 1977: Stadtmuseum Pirna

## Werke in Museen und öffentlichen Sammlungen (Auswahl)
- Altenburg (Thüringen), Lindenau-Museum (u. a. Frau Simon; Kreidezeichnung, 1935)[7]
- Berlin, Museum für Deutsche Geschichte (u. a. Fritz Sparschuh; Kohlezeichnung, 1939)[7]
- Chemnitz, Städtische Kunstsammlung (Doppelbildnis – Selbstbildnis mit Fritz Schulze; Kohlezeichnung, weiß gehöht, 1934)[7]
- Dresden, Gemäldegalerie Neue Meister (u. a.: Lößnitzlandschaft; Ölgemälde, 1931)[7]
- Dresden, Kupferstich-Kabinett (u. a.: Frauenkopf; Kreidezeichnung, 1934)[7]
- Dresden, Stadtmuseum (u. a.: Die Thälmannstraße im Aufbau; Mischtechnik, 1959)[7]
- Erfurt, Angermuseum (Selbstbildnis; Zeichnung mit Kreide und Tinte, 1942)[7]
- Frankfurt (Oder), Museum Junge Kunst (Mädchenbildnis; Mischtechnik, 1951)[7]
- Freital, Städtische Sammlungen (Held der Arbeit Karl Krüger; Ölgemälde, 1957)[7]
- Leipzig, Museum der bildenden Künste (u. a.: Bildnis Fritz Schulze; Zeichnung mit Kohle und Kreide; 1938)[7]
- Moritzburg, Museum Schloss Moritzburg (u. a.: Hafen von Sosopol; Aquarell, ca. 1975)[7]

## Veröffentlichungen (Auswahl)
- Fritz Schulze, Künstler und Kämpfer. Gemeinsam mit Wolfgang Balzer, mit einem Lebensbild des Künstlers von Eva Schulze-Knabe. Sachsenverlag, Dresden 1950 (Reihe Kunst und Welt).
- Gerhard Thümmler: Dresdner Künstler und ihr Stadt. Mit einer Einführung von Eva Schulze-Knabe, Museum für Geschichte Dresden, 1966.